# Brejo do Piauí
Brejo do Piauí é um município brasileiro do estado do Piauí. Localiza-se a uma latitude 08º12'50" sul e a uma longitude 42º49'32" oeste, estando a uma altitude de 297 metros. Sua população estimada em 2004 era de 4 411 habitantes. Possui uma área de 1870,6 km².

## Localização
| Noroeste: Canto do Buriti                               | Norte: Pajeú do Piauí    | Nordeste: Ribeira do Piauí            |
| Oeste: Tamboril do Piauí                                |                          | Leste: São João do Piauí e João Costa |
| Sudoeste: Tamboril do Piauí, Jurema e São Braz do Piauí | Sul: São Raimundo Nonato | Sudeste: João Costa                   |